# Antonie van Leeuwenhoek
Antonie Philips van Leeuwenhoek (sinh 24 tháng 10 năm 1632 -30 tháng 8 1723 tại Delft, Hà Lan) là một thương gia, một nhà khoa học người Hà Lan. Ông được coi là cha đẻ của ngành vi sinh vật học và được coi là nhà vi sinh vật học đầu tiên trên thế giới. Là con của một người thợ làm giỏ, ở tuổi 16 ông đã thời gian học việc với một thương nhân bán vải người Scotland tại Amsterdam. Ông được biết đến với thành tựu cải tiến kính hiển vi và những đóng góp cho sự ra đời ngành sinh vật học. Ông đã sử dụng những chiếc kính hiển vi thủ công tự tay làm và là người người đầu tiên quan sát thấy các vi khuẩn và động vật nguyên sinh mà ông gọi là 'animalcules' (những động vật nhỏ bé). Ngày nay, những phát hiện này của van Leeuwenhoek được biết đến là "Vi sinh vật". Van Leeuwenhoek cũng là người đầu tiên ghi lại các quan sát bằng kính hiển vi những sợi cơ bắp, vi khuẩn, tinh trùng, dòng chảy của máu trong huyết mạch.

## Sự nghiệp với kính hiển vi

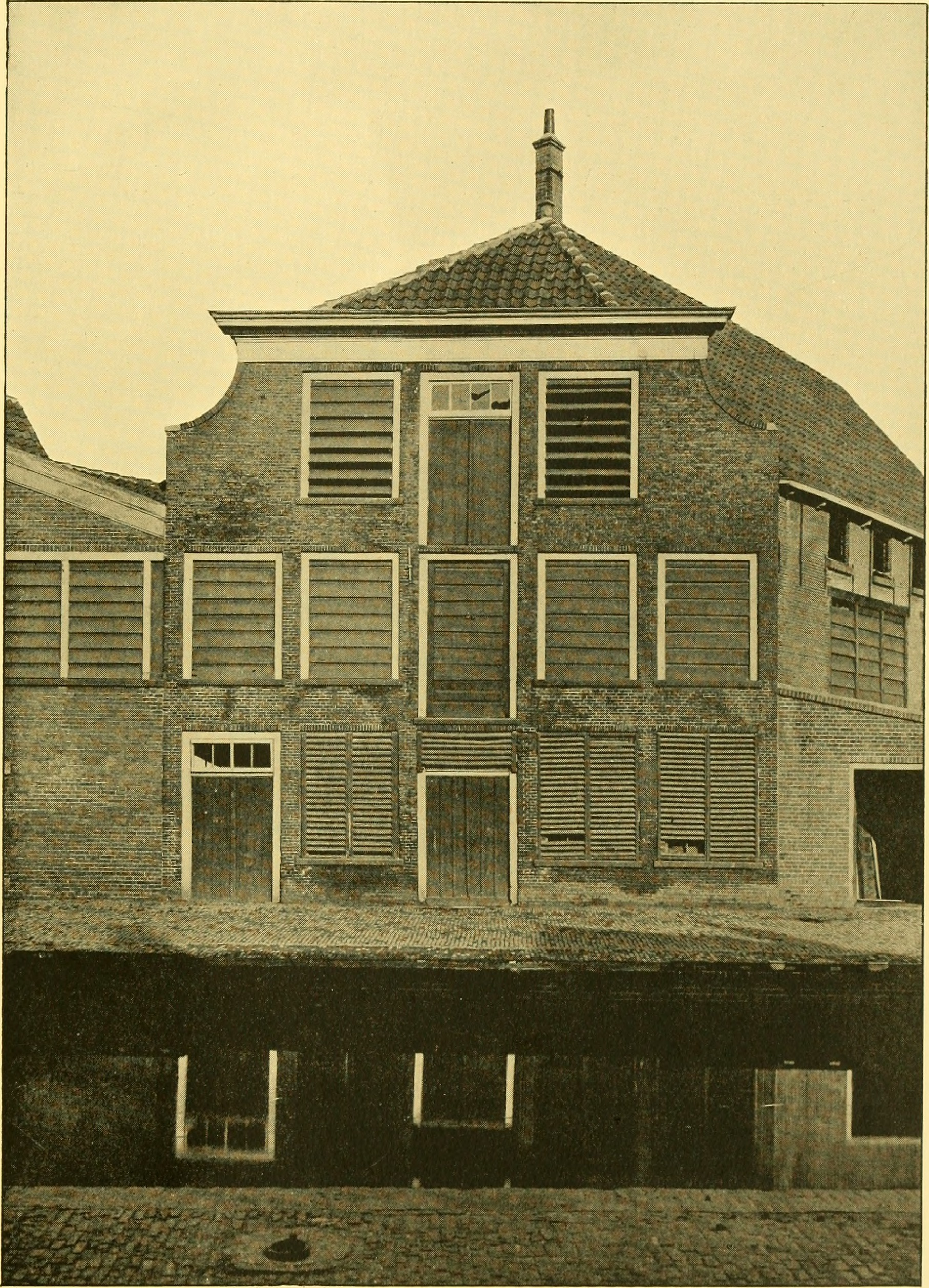
Ngôi nhà mà Leeuwenhoek sinh ra ở Deft, nó bị phá hủy năm 1926

Antoni van Leeuwenhoek với kính hiển vi của mình đã đi tiên phong trong khoa học mà ngay nay ta gọi là Vi sinh học. Bản thân ông cũng buôn bán phát đạt các mặt hàng vải bông, len, lụa, nút và dải băng, đồng thời cũng có một khoản thu nhập lớn trong tư cách Chủ tịch Hội đồng Thành phố, thanh tra chất lượng và đo lường và giám sát viên Tòa án. Ông chưa một lần ngồi ở giảng đường đại học và trong suốt 90 năm còn sống, ông chỉ ra khỏi Hà Lan hai lần, một lần đi Antwerp và một lần đi Anh.
Những nhà buôn vải như Leeuwenhoek thích dùng một kính khuếch đại loại yếu để kiểm tra chất lượng của vải. Kính hiển vi đầu tiên của ông là một thấu kính nhỏ, được mài bằng tay từ một cục kính và được kẹp chặt giữa hai thanh kim loại có đục lỗ, qua lỗ đó có thể nhìn thấy đồ vật. Một dụng cụ có thể điều chỉnh được gắn vào đó để giữ các mẫu khảo sát. Tất cả công việc của ông có thể làm với những kính hiển vi đơn sơ có một thấu kính như thế. Trong suốt cuộc đời, van Leeuwenhoek đã chế tạo ra hơn 500 thấu kính quang học. Ông cũng tạo ra hơn 400 loại kính hiển vi khác nhau, tuy nhiên chỉ có chín loại hiện còn tồn tại. Các kính hiển vi của ông được làm từ bạc hoặc đồng đỏ được lắp với các thấu kính. Những loại kính hiển vi còn tồn tại có thể phóng đại lên đến 275 lần. Nhiều thông tin còn phỏng đoán rằng van Leeuwenhoek còn sở hữu những loại kính hiển vi có khả năng phóng đại lên đến 500 lần.

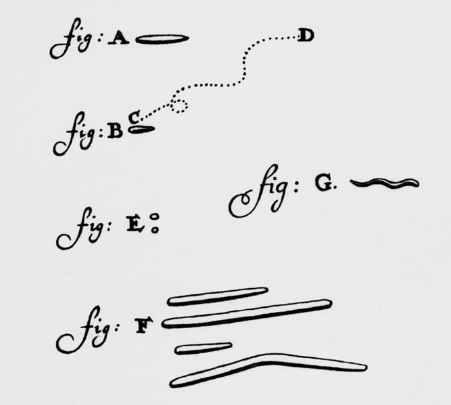
Bức tranh minh họa các sinh vật nhỏ bé mà ông vẽ trong bức thư gửi Giáo sư Jeremy

Hội Khoa học Hoàng gia đã yêu cầu Leeuwenhoek báo cáo các khám phá của ông trong một trăm chín mươi lá thư. Vì ông không có một chương trình nghiên cứu hệ thống, nên lá thư là dạng thích hợp nhất để ông báo cáo những khám phá bất ngờ của mình về bất cứ điều gì. Một số những khám phá ngẫu nhiên của ông lại là những khám phá kỳ diệu nhất của ông. Nếu Galileo đã hết sức phấn khích khi phát hiện ra những ngôi sao trong Dải Ngân Hà và bốn vệ tinh của sao Mộc, thì khám phá ra cả một vũ trụ trong từng giọt nước còn tạo được sự phấn khích to lớn biết chừng nào!

Sau khi đã có một chiếc kính hiển vi, Leeuwenhoek bắt đầu tìm một vật để nghiên cứu. Tháng 9, 1674, do tò mò, ông đổ đầy một ly thủy tinh bằng một chất nước có màu xanh nhợt, mà dân gian gọi là "dịch ngọt" lấy từ một khu đầm lầy cách Delft hai dặm và nhìn vào kính hiển vi, ông thấy "rất nhiều động vật nhỏ li ti". Rồi ông lấy kính hiển vi nhìn một giọt nước tiêu.
" Giờ đây tôi thấy rất rõ đây là những con lươn hay những con sâu cực nhỏ, nằm quấn chặt lấy nhau và trườn ngang dọc tứ phía; cũng giống như bạn trông thấy bằng mắt thường một cái hồ nước đầy những con lươn, con này quấn lấy con kia; và cả hồ nước xem ra sinh động với những vi sinh vật đủ loại như thế. Theo tôi, đây là hình ảnh kỳ diệu nhất mà tôi khám phá ra trong thiên nhiên; và tôi phải nói, theo tôi, không có cảnh tượng nào thích thú hơn trước mắt tôi cho bằng cảnh tượng của hàng ngàn sinh vật cùng sống chen chúc trong một giọt nước, cùng cử động, mỗi con có cử động riêng của mình...
Trong Lá thư số 18 nổi tiếng của ông gởi Hội Hoàng Gia (9 tháng 10 năm 1678), ông kết luận rằng:

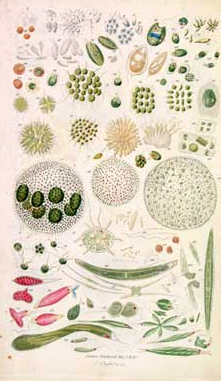
Một tranh miêu tả các "Animacules" bởi Peter Boyld

"dưới con mắt tôi, những con vật nhỏ xíu này nhỏ gấp trên mười ngàn lần những con vật cực nhỏ mà Swammerdam đã vẽ và gọi bằng cái tên là những con bọ chét nước hay những con rận nước, mà quí vị có thể thấy chúng sống động trong nước bằng mắt thường của quí vị".
Giống như Balboa tính toán về mức độ bao la của Nam Đại Dương mà ông thám hiểm, hay Galileo khoái trá chiêm ngắm sự vô hạn của các ngôi sao, thì Leeuwenhoek cũng cảm thấy say sưa chiêm ngắm kích thước nhỏ bé của các sinh vật tí hon này và con số nhiều vô tận của chúng.

Ông đổ vào một cái ống thủy tinh nhỏ một lượng nước lớn bằng một hạt kê, ghi vạch ống thủy tinh thành 30 mức "và rồi tôi đem ống thủy tinh này vào kính hiển vi, gắn chặt bằng hai lò xo bằng bạc hay đồng để có thể nâng lên hay hạ thấp xuống". Khách tới thăm cửa hàng của ông đã phải kinh ngạc.
"Bây giờ, giả sử người khác này thực sự nhìn thấy 1000 sinh vật nhỏ li ti trong một lượng nước lớn bằng 1/30 độ lớn của một hạt kê, thì sẽ có 30 ngàn sinh vật trong một lượng nước lớn bằng hạt kê và 2,730,000 sinh vật trong một giọt nước". Thế nhưng, Leeuwenhoek nói thêm, còn có nhiều sinh vật nhỏ hơn mà người khách này không thể thấy, "nhưng tôi có thể thấy bằng những kính khác và bằng phương pháp khác (mà tôi giữ riêng cho một mình xem thôi)".
Không lạ gì những người đọc báo cáo này cảm thấy nghi ngờ. Một số người tố cáo rằng "ông thấy bằng trí tưởng tượng hơn là bằng kính khuếch đại". Để thuyết phục Hội Hoàng Gia, ông đưa ra chữ ký của những nhân chứng, không phải những nhà khoa học đồng nghiệp, mà là những công dân đáng tin cậy, những công chứng viên mà mục sư của thành phố Delft, cùng những người khác nữa. Mỗi chứng nhân đều xác nhận đã thấy tận mắt những sinh vật cực nhỏ đó.

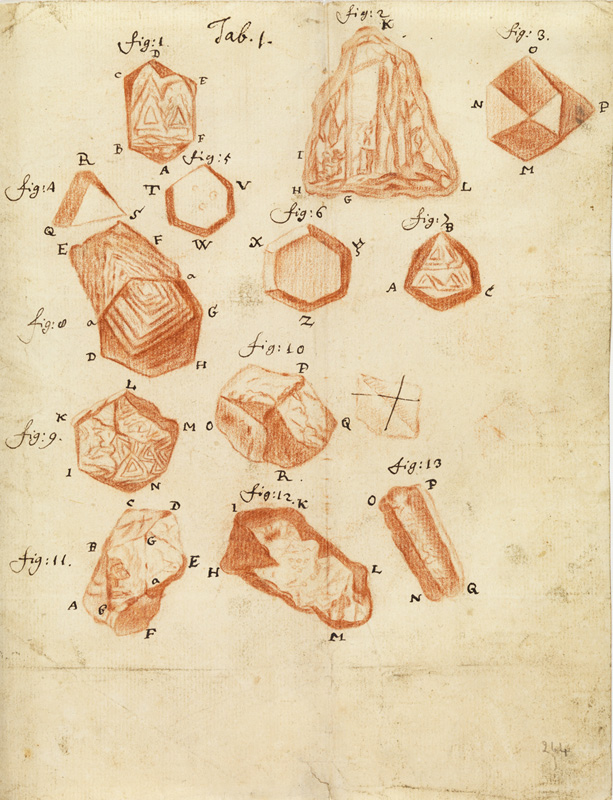
Một bản vẽ của ông về các hạt cát

Sau khi đã khám phá ra thế giới vi khuẩn, Leeuwenhoek tiếp tục nghiên cứu cấu trúc của các vi khuẩn. Ngược với những giáo điều Aristoteles về những "động vật hạ đẳng", Leeuwenhoek tuyên bố rằng mỗi sinh vật nhỏ này đều có đầy đủ những cơ quan cho sự sống của nó. Vì thế không có lý do gì để tin rằng những sinh vật nhỏ này, côn trùng hay giun sán, lại sinh ra một cách ngẫu nhiên từ rác rưởi, bụi đất, hay những vật liệu thối rữa. Đúng hơn, như Kinh Thánh gợi ý, mỗi vật sinh sản theo giống của mình và con vật sinh sau là con của con vật sinh trước thuộc cùng loài.

Khi Leeuwenhoek gởi báo cáo cho Hội Hoàng Gia về những quan sát của mình về tinh trùng người, ông thận trọng cáo lỗi.
"Và nếu các Ngài cho rằng những quan sát này có thể làm những người có học ghê tởm, tôi thành khẩn xin các Ngài coi đây là chuyện tư riêng và các Ngài muốn công bố hay hủy đi tùy các ngài xét là thích hợp".

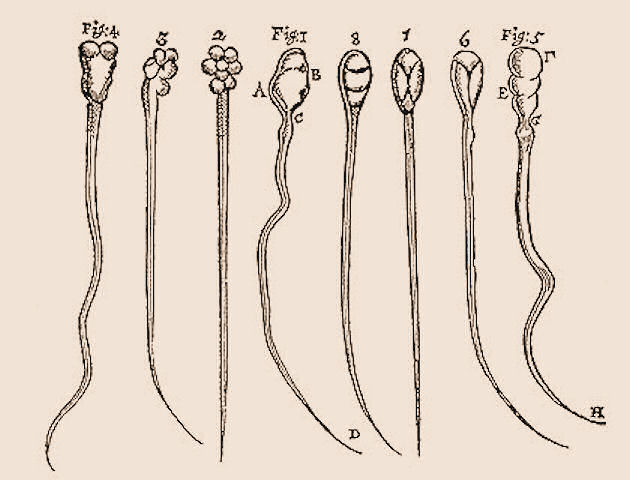
Bức vẽ tinh trùng của Leeuwenhoek

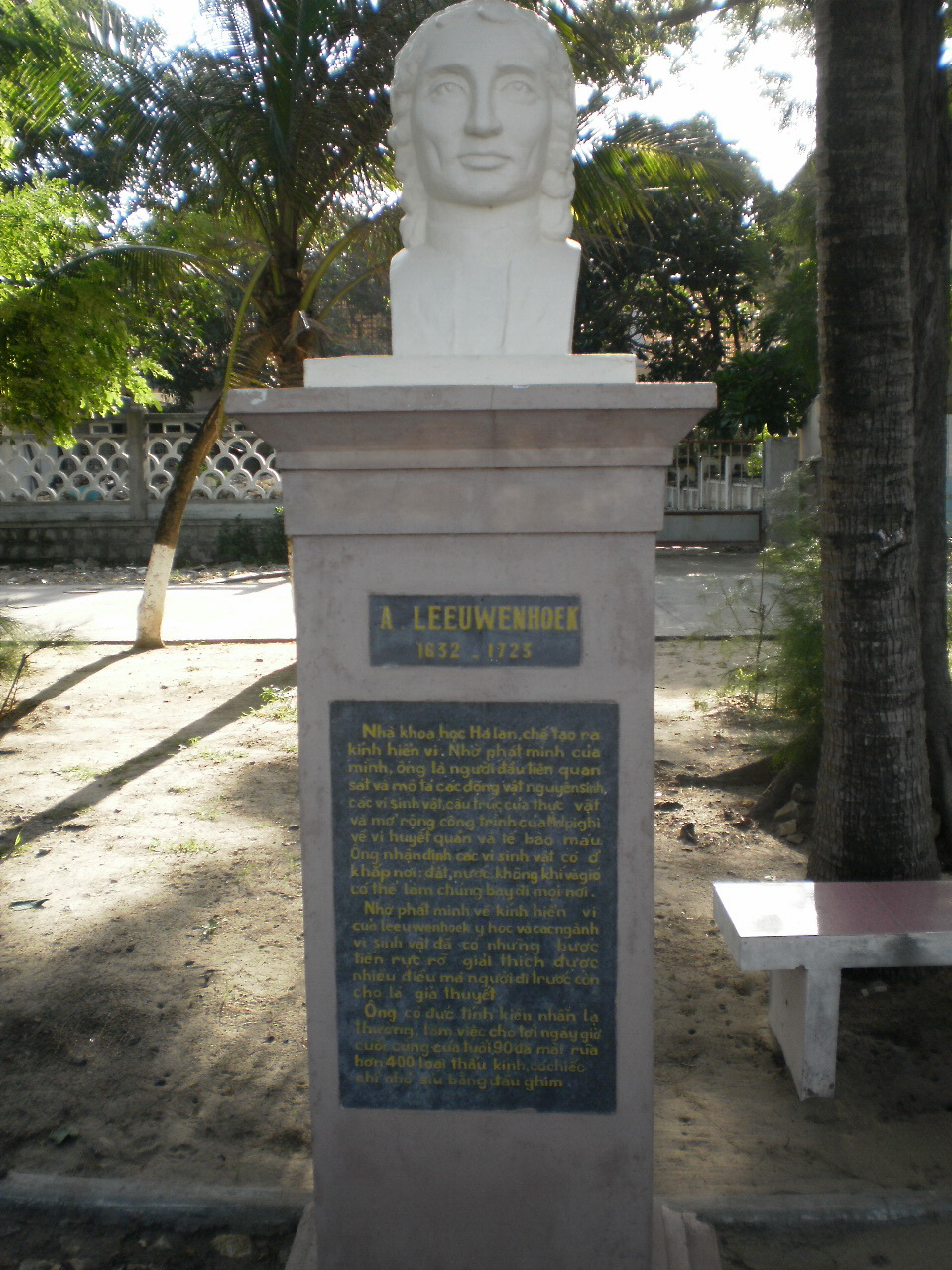
Tượng Antony van Leeuwenhoek tại Quy Nhơn, Bình Định.

Ít năm trước, trong cuốn De Generatione (Về việc sinh sản, 1651) của mình, William Harvey đã mô tả trứng như là nguồn duy nhất phát sinh sự sống. Quan niệm phổ biến lúc bấy giờ coi tinh dịch chỉ như là "những khí chất" - hơi giống chất xúc tác giúp cho việc thụ thai. Khi Leeuwenhoek coi sự di động đồng nghĩa với sự sống, ông đã nhìn thấy những tinh trùng bơi lội và đã đi đến một kết luận ở thái cực bên kia và cho rằng tinh trùng có vai trò chủ yếu trong việc tạo ra sự sống.
Ông cũng đã mở ra nhiều viễn cảnh cho khoa vi trùng học, phôi thai học, mô học, côn trùng học, thực vật học và tinh thể học. Việc ông được nhận một cách xứng đáng làm Hội viên Hội Hoàng Gia Luân Đôn (8 tháng 2 năm 1680) làm ông vô cùng sung sướng.
Ông gọi những con vật ông quan sát được là Animalcules (những động vật nhỏ bé), ngày nay ta gọi chúng là Vi sinh vật.